# Tatlar, Nurhak
Tatlar là một thị trấn thuộc huyện Nurhak, tỉnh Kahramanmaraş, Thổ Nhĩ Kỳ. Dân số thời điểm năm 2010 là 2.911 người.